# 五条バイパス

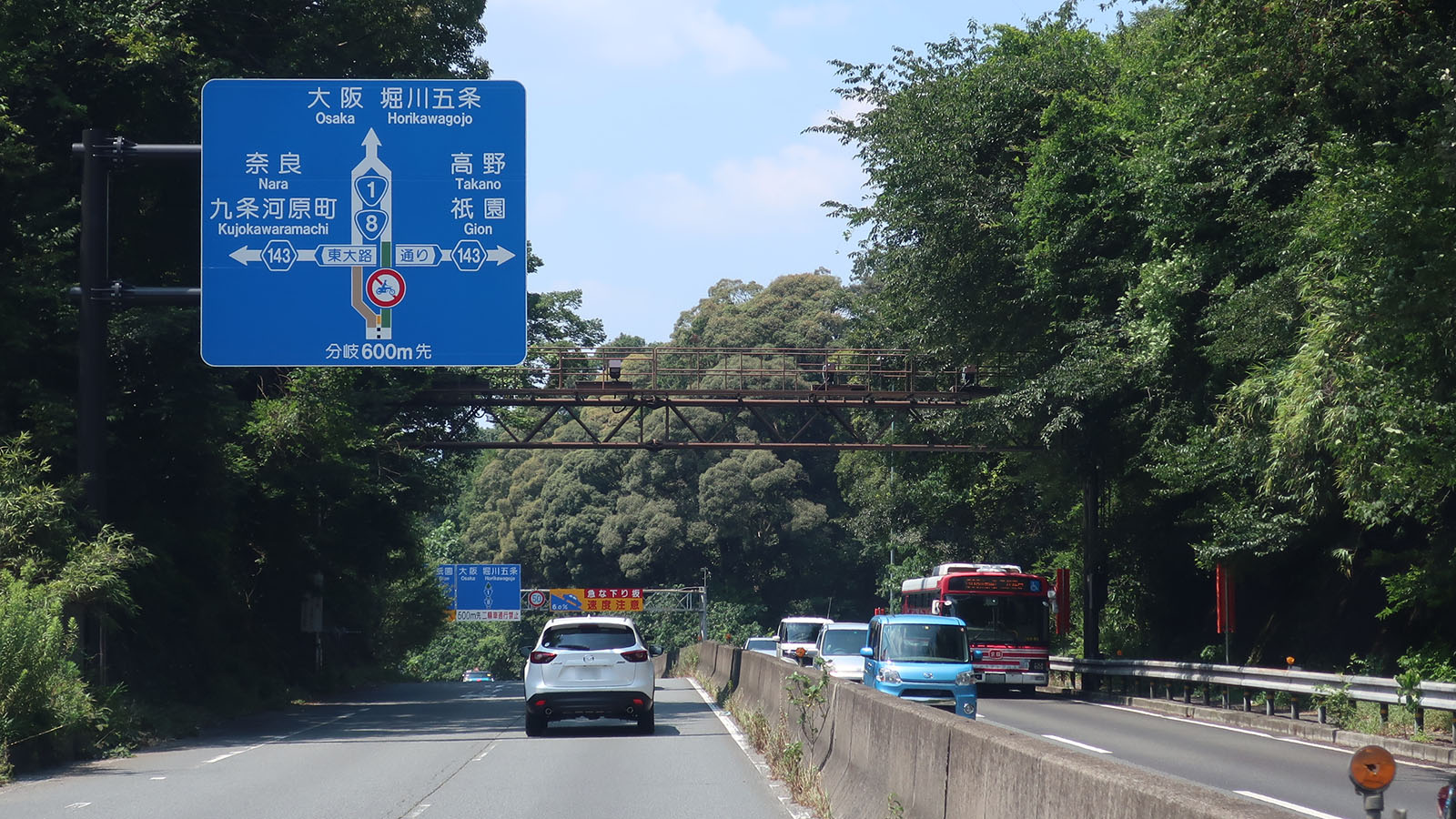
五条バイパス
国道1号と国道8号との重複区間
京都府京都市東山区清閑寺山ノ内町

五条バイパス（ごじょうバイパス）または東山バイパス（ひがしやまバイパス）は、滋賀県大津市横木から京都府京都市山科区を経て東山区の東山五条付近（東山高架橋出入口）で五条通につながる国道1号（国道8号と重複）バイパスである。1959年（昭和34年）に着工され、1967年（昭和42年）4月20日に全通した。

## 概要
京都東インターチェンジを経たあと、山科区においては約3 kmにわたって東海道新幹線と並走し、その後東山トンネルを経て東山五条に至る。別名、東山バイパス。京都市中心部の五条通だけでなく、五条バイパスをも含めて五条通と称されることも多い。
東山を越える区間の勾配から五条坂ともよばれるが、公式にはこの名前は東山五条から清水寺へ向かう道を指す。
降雪時には東山トンネルが通行止となることがある。トンネル前後は連続雨量230mm以上の場合に通行止めになる事前通行規制区間である。
東海道の旧街道は三条通（旧国道1号 = 京都府道143号四ノ宮四ツ塚線）と近接して並行する旧三条通である。
現在でも府県境界の予告信号には五条バイパスと旧国道の表示が残されている。

## 沿革
大津と京都を結ぶ近代の国道は、大津宿から逢坂山峠を越えて山科盆地を西に進み、日ノ岡峠で東山を越え蹴上を経て三条大橋に至る、近世の五街道の一つである東海道がもとになった。1885年（明治18年）の路線指定（いわゆる明治国道）では、国道2号「東京より大阪港に達する路線」、その後の1920年（大正9年）施行の旧道路法に基づく路線認定（いわゆる大正国道）でも、国道2号「東京市より鹿児島県庁所在地に達する路線」の一部に位置付けられた。
昭和になると、1931年（昭和6年）からこの近世の東海道を継承した道路を付替え・改良するなどして1933年（昭和8年）3月に京津国道（けいしんこくどう）が当時の国道2号の一部として竣工した。京津国道は、全長7,635メートル、難所の日ノ岡、逢坂山両峠を切り下げて幅員も11メートルに、平坦部では16メートルに拡幅され、完全に舗装化された。このとき整備された京津国道は現在の三条通の道筋にあたり、この時に付け替えられた旧道（かつての東海道）が現在では「旧三条通」「旧東海道」などと呼ばれる。
戦後、京都市および大津市は、1952年（昭和27年）に新たな道路法によって東京都中央区と大阪市をつなぐ国道1号の経由地となった。国道1号の大津・京都間の道程は、京津国道を継承しつつ、京都側では三条大橋までは至らず、東山三条から市街地の外周を迂回する形で、東大路通・九条通を経て京阪国道に接続する経路となった。また国道8号が新潟市から京都市に至る路線として指定され、大津・京都間では京都市街での終点（烏丸五条交差点）付近の一部（東山五条・烏丸五条間）のみが単独区間、それ以外は国道1号との重複区間であった。
しかし、この当時の国道1号は本格的なモータリゼーション到来のなかでは幅員狭小であり、また京都市街も含めて京阪電鉄（京阪京津線）や京都市電の軌道との併用区間や平面交差が多く、交通が阻害される要因となっていた。そこで、そうした状況を改善する目的で、大津・京都間について、起点付近で名神高速道路京都東インターチェンジと接続し、山科盆地を西進して、東山をトンネルで越え、建物疎開の空地を利用して50mに拡幅されていた五条通に高架橋でつなげる形でバイパス道路が整備されることになった。
バイパス道路は、1959年（昭和34年）に事業着手され、1963年（昭和38年）7月には山科高架橋の完成により 0.8 kmの区間が、1964年（昭和39年）8月には完成した東山トンネル西口までの 4.7 kmの区間が供用された。東山高架橋の完成により、最後に残された渋谷街道と並行する東山トンネル以西の区間 1.1 kmが開通することで、東山バイパス（五条バイパス）6.8 km が1967年（昭和42年）4月20日に全通し、当時東山五条・烏丸五条間 1.5 kmが国道8号単独区間となっていた五条通に接続した。
その後、1970年（昭和45年）9月2日付けで大津・京都間の旧道が府に移管され、1971年（昭和46年）4月1日に国道1号の東山五条からの経路が東大路通・九条通経由から五条通・堀川通経由に変更された。これにより、国道8号は京都市内における全区間が国道1号との重複区間となった。

### 年表
- 1885年（明治18年）2月24日 - 大津・京都間におけるかつての東海道の道のりが国道2号「東京より大阪港に達する路線」の一部となる。
- 1920年（大正9年）4月1日 - 大津・京都間における国道が、旧道路法に基づく国道2号「東京市より鹿児島県庁所在地に達する路線」の一部となる。
- 1931年（昭和6年） - 京津国道の工事が始まる。
- 1933年（昭和8年）3月 - 京津国道竣工。
- 1952年（昭和27年） - 新たな道路法によって、大津・京都間が、東京都中央区と大阪市をつなぐ国道1号および新潟市と京都市をつなぐ国道8号の経路となる。
- 1959年（昭和34年） - 東山バイパス事業着手。
- 1963年（昭和38年）7月16日 - 山科高架橋の完成により一部区間（0.8 km）が供用される。
- 1964年（昭和39年）8月4日 - 東山トンネルの完成により一部区間（4.7 km）が供用される。
- 1967年（昭和42年）4月20日 - 東山高架橋完成により 1.1 kmの区間が供用され、同日東山バイパス 6.8 km 全通。
- 1970年（昭和45年）9月2日 - 同日付で大津・京都間の旧道が府に移管される。（旧道は、京津国道および後述の変更前の国道1号の経路も含めて、現在の京都府道143号四ノ宮四ツ塚線にあたる。）
- 1971年（昭和46年）4月1日 - 国道1号の東山五条からの京阪国道口までの経路が東大路通・九条通経由から五条通・堀川通経由に変更され、国道8号の単独区間（東山五条交差点と国道8号終点の烏丸五条交差点間 1.522 km）が国道1号との重複区間となる。

## 交差する道路
- 上側が東側、下側が西側。左側が北側、右側が南側。
- 交差する道路の特記がないものは市道。

| 交差する道路                                                         | 交差する道路                        | 交差する場所 | 交差する場所 | 東京から (km) |
| -------------------------------------------------------------------- | ----------------------------------- | ------------ | ------------ | ------------- |
| 国道161号（西大津BP） 敦賀方面・国道1号 四日市方面・国道8号 彦根方面 |                                     |              |              |               |
| 府道143号四ノ宮四ツ塚線 <三条通］                                    | -                                   | 山科区       | 横木2丁目    |               |
| E1 名神高速道路                                                      | E1 名神高速道路                     | 山科区       | 京都東IC     | 489.1         |
| 府道35号大津淀線 <大津街道>                                          |                                     | 山科区       |              |               |
| 府道35号大津淀線 <大津街道>                                          | 府道35号大津淀線 <大津街道>         | 山科区       | 山科大塚     |               |
| <外環状線>                                                           | <外環状線>                          | 山科区       | 山科区東野   |               |
| 府道117号小野山科停車場線 <醍醐街道>                                 |                                     | 山科区       |              |               |
| 市道185号勧修寺日ノ岡線 <大石道>                                     | 市道185号勧修寺日ノ岡線 <大石道>    | 山科区       | 川田道       |               |
| -                                                                    | ［新大石道>                         | 山科区       | 新大石道     |               |
| 府道116号渋谷山科停車場線 <渋谷街道］                                | -                                   | 山科区       |              |               |
| <東山ドライブウェイ>                                                 | <東山ドライブウェイ>                | 東山区       |              |               |
| -                                                                    | 府道116号渋谷山科停車場線 ［渋谷通> | 東山区       |              |               |
| 府道143号四ノ宮四ツ塚線 <東大路通>                                   | 府道143号四ノ宮四ツ塚線 <東大路通>  | 東山区       | 東山五条     |               |
| 国道1号<五条通>大阪・烏丸五条方面                                    |                                     |              |              |               |

当道路の付近から滋賀県の山手幹線まで国道1号のバイパスとして大津山科バイパスの整備が検討されている。

## 交通量
全国道路・街路交通情勢調査（旧：道路交通センサス）による調査結果は次のとおり。
|        | 京都市東山区清閑寺 | 京都市山科区音羽 |
| ------ | ------------------ | ---------------- |
| 2005年 | 78,260             | 50,965           |
| 2010年 | 67,532             | 55,067           |
| 2015年 | 56,305             | 51,362           |
| 2021年 | 56,195             | 50,021           |